# 7-deossiloganina 7-idrossilasi
La 7-deossiloganina 7-idrossilasi è un enzima appartenente alla classe delle ossidoreduttasi, che catalizza la seguente reazione:
7-deossiloganina + NADPH + H+ + O2 ⇄ loganina + NADP+ + H2O
L'enzima è una proteina eme-tiolata (P-450).